# Зловещие мертвецы: Мюзикл
Зловещие мертвецы: Мюзикл (англ. Evil Dead: The Musical) — канадский мюзикл в жанре комедии ужасов, основанный на кинотрилогии американского режиссёра Сэма Рэйми «Зловещие мертвецы».
Постановка известна специфическим взаимодействием со зрителем: людей, сидящих в первых рядах зрительного зала (в так называемой «сплэттер-зоне» (англ. splatter zone)), в ходе спектакля обливают бутафорской кровью со сцены.

## История
По словам Кристофера Бонда, идея подобного проекта возникла у него в 2002 году, во время участия в постановке мюзикла «Шоу ужасов Рокки Хоррора». О выборе в качестве объекта сценической адаптации трилогии «Зловещие мертвецы» автор говорит следующим образом:

Я всегда был большим поклонником жанра хоррора, и первого же просмотра Зловещих мертвецов 2 хватило, чтобы захотеть превратить их в мюзикл. В них были все ключевые признаки мюзикла. Всё происходило в этой потрясающей оживающей хижине с сыпящим яркими фразочками героем, другими юморными персонажами и конечно с зомби. Кому-то нужно было заставить их петь, и мы это сделали.
Оригинальный текст (англ.)I was always a huge fan of the horror genre and it only took one viewing of Evil Dead 2 to be inspired to make it into a musical. All the tell tale signs of a musical were there. It all happens in this amazing cabin that comes to life, with a jive-talking hero and many other fun characters, as well as a chorus of zombies. Somebody needed to bust out singing and we made it happen.

Совместить в одном шоу персонажей и сюжетные ходы из нескольких фильмов предложил либреттист Джордж Рейнблатт, при этом Бонд подчёркивает, что приоритетной задачей было не исковеркать оригинал. Согласно Рейнблатту, он крайне серьёзно подошёл к написанию материала, и в итоге шоу получилось одинаково забавным как для преданных поклонников трилогии, способных понять и оценить специфический внутренний юмор, так и для обычных зрителей, не знакомых с первоосновой.
Не менее важным было создать подходящий антураж хижины, которую по аналогии с хижиной из фильма старались сделать максимально «живой». В результате в оригинальной постановке 2003 года фигурировало множество предметов, приводившихся в движение из-за кулис: закреплённый на стене муляж рыбы, бегающие стрелки часов, несколько открывающихся и закрывающихся шкатулок и ящиков, четыре вращающиеся картинные рамки и теннисная ракетка, «ожившие» настольная лампа, маленький глобус, плюшевый бобёр по кличке Дэннис и т.д.
На главную роль Эша Уильямса, сыгранного в фильмах Брюсом Кэмпбеллом, был взят Райан Уорд (англ. Ryan Ward) — студент-третьекурсник актёрского факультета коммуникации и дизайна (англ. Faculty of Communication & Design) Университета Райерсона в Торонто и давний фанат «Зловещих мертвецов». На прослушивании Уорд, продемонстрировав вокальные данные, прочёл монолог Эша про «стреляющую палку» из фильма Армия тьмы, после чего Бонд пришёл в полный восторг. Уорд стал единственным неизменным членом оригинального каста 2003 года, игравшим и на дальнейших выступлениях в Монреале, Нью-Йорке, и по возвращении мюзикла в Торонто.
Репетиции, по словам Уорда, проходили в течение двух месяцев. Дебют мюзикла состоялся в небольшом клубе Tranzac в Торонто. Шоу имело большой успех, и в июле 2004 году вошло в программу комедийного фестиваля Just for Laughs, проводившегося в Монреале. В ноябре 2006 мюзикл стартовал в Нью-Йорке, где выступления продолжались до 17 февраля следующего года, после чего вернулся в Торонто. В 2007 году мюзикл получил театральную премию Dora Award (приз зрительских симпатий). 26 июня 2008 с юбилейной 300-й постановкой мюзикл официально стал самым долгоиграющим канадским шоу на сцене Торонто. В настоящее время Evil Dead: The Musical, уже добравшись до Кореи и Японии, продолжает ставиться в США и Канаде.
Осенью 2008 года Джордж Рейнблатт опроверг слухи о якобы готовящемся переносе его на киноэкраны.

## Музыкальные номера
Акт первый:
- Cabin in the Woods (исполняют Эш, Линда, Скотт, Шелли и Шерил)
- Housewares Employee (исполняют Эш и Линда)
- It Won’t Let Us Leave (исполняет Шерил)
- Look Who’s Evil Now (исполняют Шерил и Шелли)
- What the Fuck Was That? (исполняют Эш и Скотт, в версии 2003 — Эш, Скотт и Шерил)
- Join Us (исполняют Шерил, Эш и голова лося)
- Good Old Reliable Jake (исполняют Джейк, Энни и Эд)
- Housewares Employee (Reprise) (исполняют Эш и Линда)
- I’m Not a Killer (исполняет Эш)

Акт второй:
- I’m Not a Killer (Reprise) (исполняет Эш)
- Bit-Part Demon (исполняет Эд)
- All the Men in My Life Keep Getting Killed by Candarian Demons (исполняют Энни, Эш и Джейк)
- Ode to an Accidental Stabbing (исполняют Джейк, Энни и Шерил)
- Do the Necronomicon (исполняют все дедайты)
- It’s Time (исполняют все персонажи)
- We Will Never Die (исполняют все дедайты)
- Blew That Bitch Away (исполняют все персонажи)

Номера Ode to an Accidental Stabbing и We Will Never Die отсутствовали в оригинальной версии мюзикла 2003 года.
Номер Hail to the King завершал оригинальные постановки мюзикла 2003 года. В 2006 году, когда мюзикл приехал в США, компания Universal заявила, что текст песни нарушает авторские права на фильм Армия тьмы, и Hail to the King была заменена на композицию Blew That Bitch Away.
В апреле 2007 года аудиоверсия Нью-Йоркской постановки мюзикла (Original Cast Recording) была выпущена на CD.

## Сюжет
Сюжет целиком базируется на сюжетных линиях первых двух частей трилогии. Третья часть, за исключением концовки, затрагивается только через фразы главного героя.
Акт первый:
Пятеро студентов — Эш, Линда (девушка Эша), Шерил (сестра Эша), Скотт и Шелли (девушка Скотта) — едут развлекаться в заброшенную лесную хижину (номер Cabin in the Woods). Веселье обрывается, не успев начаться, когда в доме сама собой открывается крышка погреба. Скотт и Эш лезут осмотреть погреб и достают оттуда топор, обрез, древний кинжал, книгу на непонятном языке и кассетный магнитофон. На плёнке оказывается запись, сделанная профессором Ноуби, нашедшим книгу в руинах замка Кандар. Ноуби рассказывает, что книга называется Некрономикон экс Мортис, что в приблизительном переводе означает «Книга мёртвых», и с её помощью можно призывать демонов. Запись также содержит само заклинание, из-за чего у Шерил случается истерика, и она убегает в свою комнату.
Увлечённые друг другом Скотт и Шелли также уходят. Оставшись наедине с Линдой, Эш дарит ей медальон на цепочке, влюблённая парочка вспоминает историю своей встречи (номер Housewares Employee), после чего тоже удаляется. Шерил выходит из своей комнаты, и услышав подозрительные голоса снаружи, идёт в лес, где подвергается нападению оживших деревьев. Вырвавшись и вернувшись в хижину, Шерил требует немедленно отвезти её в город. Эш отправляется вместе с ней к мосту, где оба видят, что мост разрушен и дорога назад отрезана (номер It Won’t Let Us Leave).
Тем временем в город прилетает Энни, дочь профессора, которую встречает в аэропорту её приятель Эд. Энни сообщает ему, что нашла утраченные страницы Некрономикона, и оба отправляются в дом Ноуби.
Вернувшись в хижину, Эш прослушивает оставшуюся запись и узнаёт, что профессор выпустил в мир великое зло. Стоящая у окна Шерил превращается в дедайта, заявляет, что все в доме обречены (номер Look Who’s Evil Now), и втыкает карандаш в лодыжку Линды. Эш и Шелли относят Линду в другую комнату, после чего Скотт запирает Шерил в погребе. В довершение дедайтом оборачивается Шелли, Скотт стреляет в неё, и её отбрасывает выстрелом на улицу. Обсудив с Эшем ситуацию, Скотт отказывается оставаться в хижине и уходит искать путь в обход моста (номер What the Fuck Was That?).
Оставшегося в одиночестве Эша пытается переманить на сторону зла сначала сидящая в погребе Шерил, затем висящая на стеле ожившая лосиная голова (номер Join Us). В руку Эша вселяется демон, и после длительной борьбы Эш отрезает себе кисть найденной на кухне бензопилой. Тем временем заблудившиеся по дороге к хижине Энни и Эд встречают местного по имени Джейк и узнают о разрушенном мосте. Джейк великодушно соглашается показать им другую дорогу (номер Good Old Reliable Jake).

Актёры нью-йоркской постановки 2006 года (слева направо):
Дженнифер Бирн (Линда), Райан Уорд (Эш), Рене Клэпмайер (Шелли).

В хижину к Эшу возвращается раненый Скотт и теряет сознание. Из спальни выбегает дедайт-Линда и начинает истерично хохотать. Очнувшийся Скотт просит Эша убить её, но та притворяется нормальной (номер Housewares Employee (Reprise)), а вслед за ней и Шерил. Когда обман раскрывается, Эш по совету Скотта идёт на кухню и отрубает Линде голову топором. Однако та продолжает атаковать его, и Эш оказывается вынужден распилить голову Линды бензопилой (номер I’m Not a Killer). Сразу после этого в хижину входят Энни, Эд и Джейк.
Акт второй:
Увидев окровавленного Эша с пилой, Джейк и Эд бросают его в погреб к Шерил. Прослушав запись на магнитофоне, гости понимают свою ошибку и открывают подвал, чтобы вытащить Эша, но Шерил успевает царапнуть Эда, и тот без сознания падает в проёме двери. Пока Эш объясняет Энни и Джейку, что произошло в хижине, Эд становится дедайтом, но необычным — все, включая самого Эда, считают его проходным эпизодическим персонажем и не боятся его. Как только дедайт Эд обретает уверенность в собственной значимости (номер Bit-Part Demon), Эш убивает его из обреза.
В одной из комнат начинает раздаваться подозрительный шум, все трое идут туда и встречают призрак Ноуби, который сообщает, что спастись они могут только благодаря страницам Некрономикона, привезённым Энни. Однако Энни намекает Эшу и Джейку, что их шансы выжить всё равно невелики, поскольку кандарийские демоны всегда убивали всех мужчин в её жизни (номер All the Men in My Life Keep Getting Killed by Candarian Demons).
Пока Энни объясняет Эшу, каким образом использовать страницы книги, вооружившийся Джейк, угрожая обрезом, требует немедленно убраться из хижины. Когда Эш отказывается, Джейк вырывает у него страницы, кидает их в погреб, а затем валит Эша на пол. На ноги Эш поднимается уже дедайтом и вытаскивает Джейка из дома, после чего Энни умудряется случайно пырнуть Джейка кинжалом (номер Ode to an Accidental Stabbing), и раненого Джейка утаскивает к себе в погреб Шерил.
В хижину возвращается дедайт-Эш, но увидя медальон, ранее подаренный Линде, приходит в норму и вразумляет пытающуюся его убить Энни. Прицепив на место отсутствующей кисти бензопилу, Эш лезет в подвал за страницами. Выбравшись, Эш произносит монолог про «стреляющую палку» и стреляет в высунувшуюся из погреба Шерил.
Энни начинает читать со страниц нужное заклинание. Первая его часть собирает в хижине всех дедайтов, устраивающих нечто вроде ритуального танца в честь Некрономикона (номер Do the Necronomicon). Произнести вторую часть заклятия она не успевает, будучи заколотой в спину отрезанной рукой Эша. Видя её мёртвой, Эш начинает биться с демонами в одиночку (номер It’s Time), что оказывается бесполезным по причине их бессмертия (номер We Will Never Die). На счастье Эша, очнувшаяся Энни успевает закончить заклинание и изгнать зло.
У мюзикла существует два варианта финала:
- Оригинальная постановка 2003 года (финал аналогичен концовке Зловещих мертвецов 2):

Эш проваливается в открытый Энни портал вместе с дедайтами и оказывается в прошлом, где на него нападают местные рыцари, посчитав за демона. Однако, застрелив из обреза настоящего дедайта, Эш становится в их глазах спасителем из пророчества (номер Hail to the King).
- Постановка 2006 года (финал аналогичен концовке Армии тьмы):

Спустя некоторое время Эш как единственный выживший, рассказывает о произошедшем в хижине клиентам S-Mart, но ему никто не верит. Однако, когда одна из посетительниц превращается в дедайта, Эш не теряется, выхватывает со стойки ружьё и убивает её, чем доказывает свою состоятельность как героя (номер Blew That Bitch Away).

## Актёры
Первые постановки (с Райаном Уордом):
|               | ТОРОНТО, 2003       | МОНРЕАЛЬ, 2004     | НЬЮ-ЙОРК, 2006—2007                                  | ТОРОНТО, 2007                        | ТОРОНТО, 2008      |
| ------------- | ------------------- | ------------------ | ---------------------------------------------------- | ------------------------------------ | ------------------ |
| ЭШ            | Райан Уорд          | Райан Уорд         | Райан Уорд                                           | Райан Уорд                           | Райан Уорд         |
| СКОТТ         | Мэтт Ольмстед       | Мэтт Ольмстед      | Брэндон Уорделл                                      | Мэтт Ольмстед                        | Кристиан Бруун     |
| ШЕРИЛ         | Даниэль Майерхенри  | Даниэль Майерхенри | Дженна Кокер                                         | Рэйчел Фишер                         | Элисон Смит        |
| ЛИНДА         | Виктория Несторович | Лекси Галанте      | Дженнифер Бирн                                       | Тара Макри / Карли Джонс (с 26 июня) | Дэна Чьяркосси     |
| ШЕЛЛИ         | Макензи Лаш         | Кайли Эванс        | Рене Клэпмайер / Кристи Макинтош (с 10 февраля 2007) | Сара Корнелл                         | Тэнья Хагенбург    |
| ЭННИ          | Эшли Каллахэн       | Мередит Шоу        | Рене Клэпмайер / Кристи Макинтош (с 10 февраля 2007) | Сара Корнелл                         | Тэнья Хагенбург    |
| ЭД            | Пэт Браун           | Тревор Мартин      | Том Уолкер                                           | Кристиан Беллсмит                    | Тревор Мартин      |
| ДЖЕЙК         | Даниэль Кролик      | Майк «Наг» Наргэнг | Дэррил Уинслоу                                       | Майк «Наг» Наргэнг                   | Майк «Наг» Наргэнг |
| ГОЛОВА ЛОСЯ   | Тим Эванс           | Тим Эванс          | Том Уолкер                                           | Тревор Мартин                        | Тревор Мартин      |
| ШЭМП          | Тим Эванс           | Тим Эванс          | Райан Уильямс                                        | Тревор Мартин                        | Тим Портер         |
| ПРИЗРАК НОУБИ | Тим Эванс           | Тим Эванс          | Брэндон Уорделл                                      | Тревор Мартин                        | Тим Портер         |

## Музыканты
Постановка 2003 года:
- Фрэнк Чиполла — барабаны, перкуссия
- А. К. Дионне — фортепиано, клавишные
- Сэл Гуццо — гитара
- Дэн Маккей — бас
- Адам Снейд — труба
- Йен Тэйт — тромбон, гармоника

Постановка 2006 года:
- Дэниел Фейер — клавиши
- Джейк Шварц — гитара, банджо
- Мэтт Шарфглэсс — бас (на CD Original Cast Recording)
- Брэд Карбон — барабаны, перкуссия

## Постановки
| Дата                               | Город, страна                       | Зал                                                             |
| ---------------------------------- | ----------------------------------- | --------------------------------------------------------------- |
| 14 августа 2003 — 26 августа 2003  | Торонто, Канада                     | Tranzac Club                                                    |
| 2 июля 2004 — 15 июля 2004         | Монреаль, Канада                    | Cabaret du Plateau (Just For Laughs Comedy Festival)            |
| 1 ноября 2006 — 17 февраля 2007    | Нью-Йорк, США                       | New World Stages                                                |
| 1 мая 2007 — 6 сентября 2008       | Торонто, Канада                     | Diesel Playhouse                                                |
| 18 марта 2008 — 15 июня 2008       | Сеул, Республика Корея              | Chungmu Art Hall                                                |
| 10 октября 2008 — 29 ноября 2008   | Индианаполис, США                   | Theatre on the Square                                           |
| 30 октября 2008 — 31 октября 2008  | Уилмингтон (Северная Каролина), США | City Stage                                                      |
| 9 января 2009 — 7 февраля 2009     | Мартинес, США                       | Willows Cabaret (Campbell Theatre)                              |
| 12 марта 2009 — 21 марта 2009      | Оттава, Канада                      | Kailash Mital Theatre                                           |
| 8 мая 2009 — 26 июля 2009          | Лейквуд, США                        | Studio Theater (Beck Center for the Arts)                       |
| 26 мая 2009 — 12 июля 2009         | Калгари, Канада                     | The Playhouse (Vertigo Theatre)                                 |
| 11 июня 2009 — 27 июня 2009        | Шарлотт, США                        | Actor’s Theatre of Charlotte                                    |
| 25 июня 2009 — 5 июля 2009         | Токио, Япония                       | Sunshine Theatre                                                |
| 24 июля 2009 — 1 августа 2009      | Биллингс, США                       | Venture Theatre                                                 |
| 18 сентября 2009 — 31 октября 2009 | Каламазу (Мичиган), США             | The Whole Art Theater                                           |
| 1 октября 2009 — 31 октября 2009   | Луисвилл, США                       | Alley Theater                                                   |
| 1 октября 2009 — 31 октября 2009   | Бенд (Орегон), США                  | The 2nd St. Theater                                             |
| 2 октября 2009 — 31 октября 2009   | Бейкерсфилд, США                    | Spotlight Theatre                                               |
| 2 октября 2009 — 31 октября 2009   | Даллас, США                         | Dallas Hub Theater                                              |
| 8 октября 2009 — 1 ноября 2009     | Вашингтон, США                      | District of Columbia Arts Center                                |
| 9 октября 2009 — 31 октября 2009   | Остин, США                          | Salvage Vanguard Theater                                        |
| 9 октября 2009 — 31 октября 2009   | Спрингфилд (Миссури), США           | Vandivort Center Theatre                                        |
| 9 октября 2009 — 31 октября 2009   | Топека (Канзас), США                | Topeka Civic Theatre & Academy                                  |
| 16 октября 2009 — 31 октября 2009  | Дулут, США                          | The Venue                                                       |
| 16 октября 2009 — 8 ноября 2009    | Норфолк, США                        | Generic Theater (Chrysler Hall)                                 |
| 20 октября 2009 — 21 ноября 2009   | Ванкувер, Канада                    | Vogue Theatre                                                   |
| 23 октября 2009 — 1 ноября 2009    | Гринсборо, США                      | UNCG Theatre                                                    |
| 23 октября 2009 — 16 ноября 2009   | Детройт, США                        | Ringwald Theater                                                |
| 29 октября 2009 — 7 ноября 2009    | Ванкувер, Канада                    | Norman Rotshein Theatre                                         |
| 30 октября 2009 — 7 ноября 2009    | Уилмингтон (Делавэр), США           | Arden Gild Hall                                                 |
| 13 ноября 2009 — 21 ноября 2009    | Каунсил-Блафс, США                  | Black Box Theatre (Arts Centre)                                 |
| 19 ноября 2009 — 21 ноября 2009    | Крит (Небраска), США                | Whitcomb Lee Conservatory                                       |
| 19 февраля 2010 — 8 марта 2010     | Канзас-Сити, США                    | H&R Block City Stage (Union Station)                            |
| 10 марта 2010 — 3 апреля 2010      | Буффало, США                        | ALT Theatre                                                     |
| 15 апреля 2010 — 1 мая 2010        | Калиспелл (Монтана), США            | Flathead Valley Community College Theater                       |
| 23 апреля 2010 — 1 мая 2010        | Кембридж, США                       | Musical Theatre Guild (Массачусетский технологический институт) |
| 29 апреля — 2 мая 2010             | Дартмут (Массачусетс), США          | 20 Cent Fiction Theater (Дартмутский университет Массачусетса)  |
| 28 мая — 12 июня 2010              | Стерлинг (Виргиния), США            | Taking Flight Theatre                                           |
| 4 июня — 31 августа 2010           | Грэйпвайн (Техас), США              | Ohlook Performing Arts Center                                   |
| 12 июня — 3 июля 2010              | Финикс, США                         | Nearly Naked Theatre                                            |
| 9 июля 2010 — 10 июля 2010         | Нью-Касл (Делавэр), США             | Bellanca Air Hangar Theater                                     |